# Зайцево (Оршанський район)
За́йцево (рос. Зайцево, марій. Машарань) — присілок у складі Оршанського району Марій Ел, Росія. Входить до складу Марковського сільського поселення.

## Населення
Населення — 12 осіб (2010; 6 у 2002).
Національний склад (станом на 2002 рік):
- росіяни — 100 %